# نادي زاخو
نادي زاخو الرياضي هو نادي رياضي في العراق. تأسس عام 1987 ويقع مقر النادي في مدينة زاخو ضمن محافظة دهوك شمال العراق، بالإضافة لكرة القدم يتبنى النادي الألعاب التالية: كرة السلة وكرة الطائرة وكرة اليد والمصارعة والأثقال والسباحة والشطرنج والساحة والميدان.

## الانجازات
- دوري الدرجة الثالثة العراقي
  - فوز (1): 1991–92

## روابط إضافية
لمتابعة صور نادي زاخو 